# Ergativ-akkusativ-sprog
Et ergativ-akkusativ-sprog (engelsk: tripartite language "tredelt sprog") er et sprog, hvor subjektet i en intransitiv sætning, subjektet i transitiv sætning og objektet i en transitiv sætning hver især markeres forskelligt. Hvis sproget har et morfologisk kasussystem bliver de forskellige syntaktiske funktioner betegnet således:
- Subjektet i en intransitiv sætning er absolutiv
- Subjektet i en transitiv sætning er ergativ
- Objektet i en transitiv sætning er akkusativ

Sprog uden kasusmarkering kan udtrykke disse sondringer gennem f.eks. ordstilling.
| Sprog | Spire Denne artikel om sprog er en spire som bør udbygges. Du er velkommen til at hjælpe Wikipedia ved at udvide den. |